# Крессансак-Сарразак
Крессансак-Сарразак (фр. Cressensac-Sarrazac) — муніципалітет у Франції, у регіоні Окситанія, департамент Лот. Крессансак-Сарразак утворено 1 січня 2019 року шляхом злиття муніципалітетів Крессансак i Сарразак. Адміністративним центром муніципалітету є Крессансак. Населення — 1140 осіб (01.01.2021).